# Thysanopyga muricolor
Thysanopyga muricolor är en fjärilsart som beskrevs av William Schaus 1911. Thysanopyga muricolor ingår i släktet Thysanopyga och familjen mätare. Inga underarter finns listade i Catalogue of Life.